# United States Army Sustainment Command

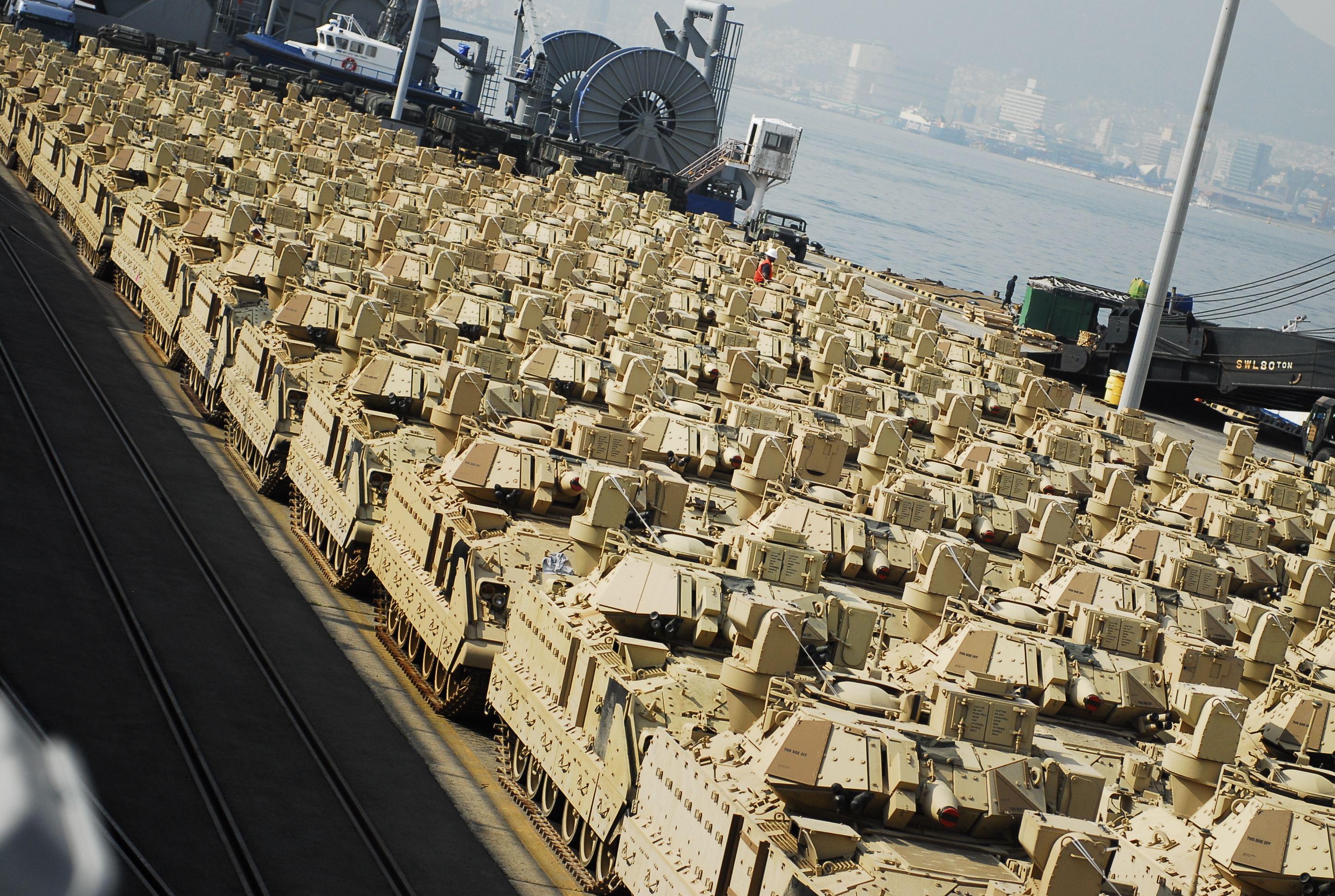
Carri armati M2/M3 Bradley diretti verso l'APS-4 in Corea del Sud.

Lo United States Army Sustainment Command (ASC) è una unità militare organizzativa dell'Esercito degli Stati Uniti responsabile principale della fornitura di supporto alla logistica militare. Il suo quartier generale è situato presso Rock Island Arsenal, Illinois.

## Competenze
Tramite questa struttura, le forze armate statunitensi mantengono materiali di riserva di guerra (WRM), scorte di articoli essenziali primari, secondari, finali e di munizioni, utilizzati per raggiungere e sostenere gli obiettivi operativi negli scenari autorizzati dal Dipartimento della Difesa (DOD). Parte di questo materiale pre-posizionato (PWRM), è situato strategicamente in vari Stati del mondo ove vi sia presenza militare statunitense per favorire una risposta tempestiva nella fase iniziale di un'operazione. Il PWRM è immagazzinato in varie parti del mondo, in prossimità di punti di utilizzo pianificati, in strutture specializzate e in navi dedicate.
Lo scopo principale del PWRM è ridurre i tempi di risposta dell'esercito e garantire un supporto tempestivo alle operazioni nelle
loro fasi iniziali, fino a quando non saranno disponibili le risorse successive e non vengano stabilite le catene di approvvigionamento. Il PWRM, insieme al trasporto aereo e al trasporto marittimo, fa parte della triade della mobilità strategica che consente la proiezione del loro potere militare. Ogni ramo della triade ha i suoi punti di forza e di debolezza intrinseca nella velocità, nei requisiti di capacità, nei costi e nelle infrastrutture. Il pre-posizionamento del materiale riduce le richieste di mezzi di trasporto aereo e marittimo, fornendo mezzi pesanti e materiali ingombranti il più vicino al teatro delle operazioni. A differenza del trasporto aereo, il PWRM non è vincolato dalla capacità limitata degli aerei, ma implica maggiori costi infrastrutturali associati alla conservazione e al mantenimento delle scorte.
In generale, il personale e una quantità limitata di attrezzature vengono trasportati nel teatro delle operazioni, dove programmano e preparano un rapido schieramento.
Infine, tale struttura sovrintende allo svolgimento del Logistics Civil Augmentation Program (detto anche LOGCAP), un programma avviato dall'esercito nel dicembre del 1985.

## Organizzazione
- Distribution Management Center
- 401st Army Field Support Brigade, Base Camp Arifjan, Kuwait
  - AFS Battalion Kuwait
  - AFS Battalion Southwest Asia
- 402nd Army Field Support Brigade
  - AFS Battalion Alaska
  - AFS Battalion Hawaii
- 403rd Army Field Support Brigade
  - AFS Battalion Korea
  - AFS Battalion Northeast Asia
- 404th Army Field Support Brigade, Base Joint Base Lewis-McChord (JBLM), Washington
  - AFS Battalion Charleston
  - AFS Battalion JBLM
- 405th Army Field Support Brigade, Base Kaiserslautern, Germania
  - AFS Battalion Africa
  - AFS Battalion Benelux
  - AFS Battalion Germany
  - AFS Battalion Manheim
- 406th Army Field Support Brigade
  - AFS Battalion Bragg
  - AFS Battalion Campbell
  - AFS Battalion Drum
  - AFS Battalion Stewart
- 407th Army Field Support Brigade
  - AFS Battalion Bliss
  - AFS Battalion Hood
  - AFS Battalion Riley
  - AFS Battalion Carson
- ASC-Army Reserve Element
- LOGCAP Support Brigade
- 279th Army Field Support Brigade, Alabama Army National Guard
- Redstone Detachment
- U.S. Army Petroleum Center
- ASC Packaging, Storage and Containerization Center

## Attività
Sono previste attualmente sei macro aree che identificano le zone di rifornimento nel mondo:
| Deposito | Località                               | Units Sets | OPROJ | Sustainment |
| -------- | -------------------------------------- | ---------- | ----- | ----------- |
| APS-1    | Stati Uniti                            | No         | Si    | Si          |
| APS-2    | Germania, Belgio, Paesi Bassi, Polonia | Si         | Si    | Si          |
| APS-3    | Imbarcato                              | Si         | Si    | Si          |
| APS-4    | Corea del Sud, Giappone                | Si         | Si    | Si          |
| APS-5    | Kuwait, Qatar                          | Si         | Si    | Si          |
| APS-6    | Charleston, Cuba                       | No         | Si    | No          |
| APS-7    | Italia, Camp Darby                     | No         | Si    | Si          |

### Army Pre-Positioned Stocks (APS)
I materiali APS sono localizzati in 7 depositi nel mondo. L'Army Sustainment Command gestisce le scorte attraverso le Army Field Support Brigades e i Battaglioni.
L'APS contiene diverse categorie di materiali:
- Unit Equipment Sets

Contiene equipaggiamento e approvvigionamento per sostenere la strategia di proiezione delle forze armate. Una serie rispecchia l'equipaggiamento di una tipica unità dell'US Army come una Brigade Combat Team o una Sustainment Brigrade.
- Operational Projects (OPROJ)

Contiene equipaggiamento per fornire capacità strategiche specifiche per i requisiti dei Comandi Combattenti, come equipaggiamento del genio e della distribuzione petrolifera.
- Army War Reserve Sustainment Stocks

Contiene materiali, inclusi veicoli ed equipaggiamento per sostenere il combattimento sostituendo le perdite in battaglia e sostenere il consumo durante le operazioni militari.
- War Reserve Stocks for Allies

Scorte di proprietà e finanziate dagli U.S.A che sono rilasciate alle forze alleate sotto il Foreign Assistance Act. Queste scorte sono escluse dalla definizione di PWRM del DoD.

### U.S. Navy and Marine Corps Pre-Positioning
La Marina e il Corpo dei Marines fanno affidamento sul Maritime Prepositioning Force (MPF) e il Marine Corps Prepositioning Program-Norway (MCPP-N) per accelerare il dispiegamento delle Marine Air-Ground Task Forces (MAGTF).
Il comando di Blunt Island dei Marines, subordinato al Comando logistico del Corpo dei Marines, gestisce sia il MPF che il MCPP-N.
L'MPF è composto da due Squadre di navi di pre-posizionamento marittimo (MPSRON), operate dai militari della Military Sealift Command (MSC). Ogni MPSRON trasporta un equipaggiamento equivalente e 30 giorni di fornitura per una brigata MAGTF se combinato con un livello di personale, equipaggiamento leggero e aerei da combattimento. Gli MPSRON possono contenere anche capacità aggiuntive come una struttura medica di spedizione, elementi di supporto navale, elementi per la costruzione navale, supporto aereo ed equipaggiamento per piste di atterraggio improvvisate. Ogni squadra è in grado di scaricare il proprio carico, da nave a nave, da nave a costa o per via aerea. Il MCPP-N è costituito da equipaggiamento di terra, munizioni e attrezzature di supporto dell'aviazione immagazzinate all'interno di varie strutture sotterranee vicino a Trondheim, Norvegia. Le scorte del MCPP-N sono sufficienti per rifornire una brigata di spedizione dei marines, munizioni per 30 giorni ed equipaggia un battaglione di fanteria, un battaglione della logistica di combattimento e una squadriglia aerea.

### Air Force PWRM
L'Air Force Materiel Command gestisce le scorte per l'USAF. L'Air Force utilizza scorte di munizioni depositate in varie basi nel mondo e materiale aggiuntivo situato a bordo di due navi munizioni.
Queste navi appartengono al MSC e talvolta sono sotto il controllo tattico degli MPSRON. L'Air Force pre-posiziona anche materiali di consumo e pezzi progettati per allestire piste di atterraggio improvvisate, fornire carburante, riparare dai danni e capacità mediche.